# 墓畔回忆录
《墓畔回忆录》（法語：Mémoires d'Outre-Tombe）是法国作家、政治家、外交家和历史学家，法国浪漫主义的创始人弗朗索瓦-勒内·德·夏多布里昂 (1768–1848)的回忆录，两卷分别于1849年和1850年出版。
《墓畔回忆录》受到了卢梭的《忏悔录》的启发：夏多布里昂除了记述政治和历史事件以外，还描写了他的私人生活和个人抱负的细节。
这部作品中不乏夏多布里昂擅长的诗歌散文。另一方面，自传的忧郁帮助夏多布里昂成为法国年轻浪漫主义者的偶像；维克多·雨果在少年时曾发誓：“要么成为夏多布里昂，要么一无所成！”（« Je veux être Chateaubriand ou rien ! »）

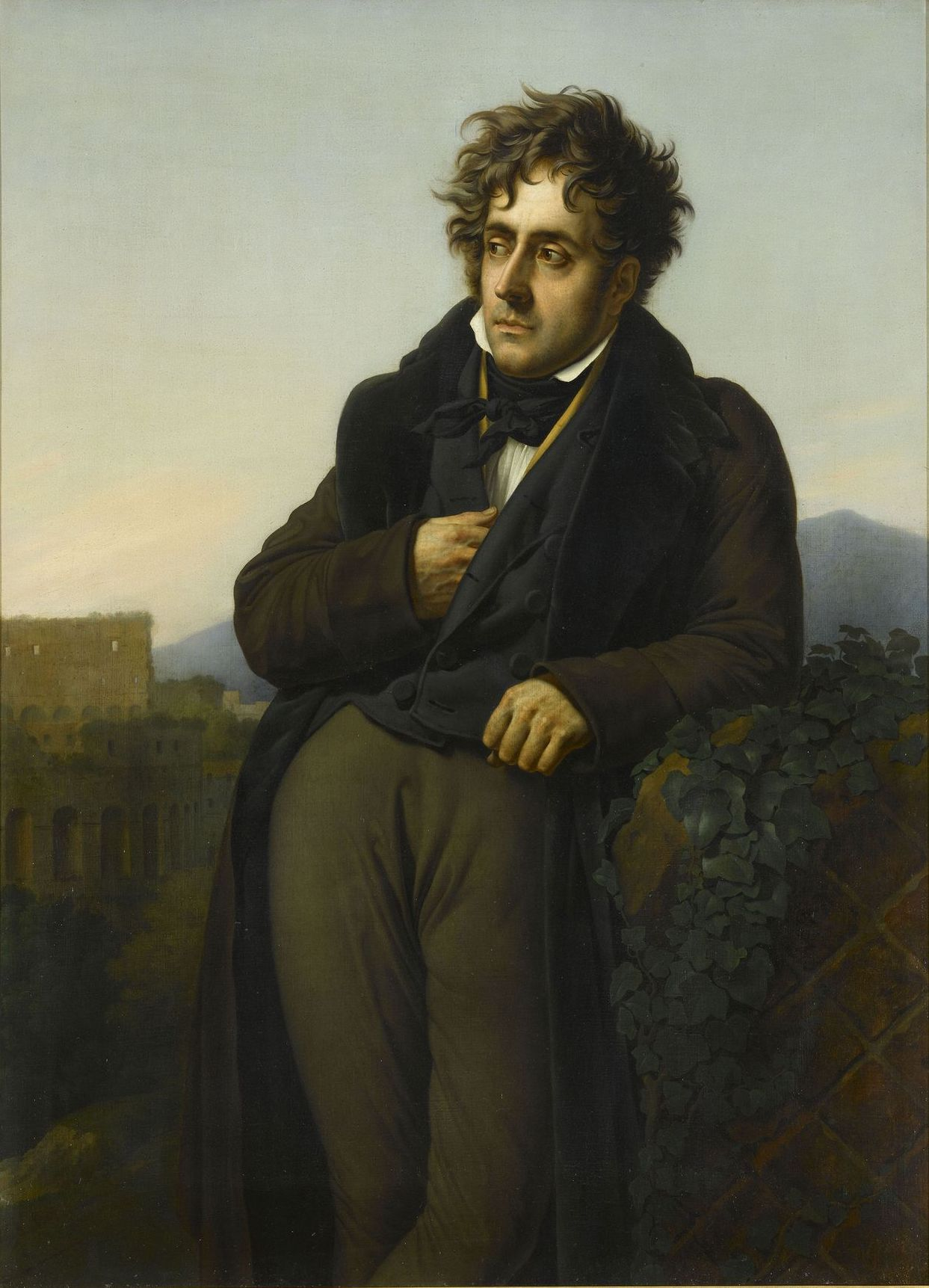